# Ellesmere (jezioro)
Ellesmere (ang. Lake Ellesmere, maor. Te Waihora) – jezioro na nowozelandzkiej Wyspie Południowej, położone w środkowej części jej wschodniego wybrzeża, na zachód od Półwyspu Banksa. Jezioro przybrzeżne – od wód Oceanu Spokojnego oddziela je mierzeja Kaitorete.
Jezioro ma powierzchnię 198 km² – stanowi piąte pod względem powierzchni jezioro Nowej Zelandii.